# Колмогоров, Андрей Николаевич
Андре́й Никола́евич Колмого́ров (12 (25) апреля 1903, Тамбов — 20 октября 1987, Москва) — советский математик, один из крупнейших математиков XX века. Один из основоположников современной теории вероятностей, им получены фундаментальные результаты в топологии, геометрии, математической логике, классической механике, теории турбулентности, теории сложности алгоритмов, теории информации, теории функций, теории тригонометрических рядов, теории меры, теории приближения функций, теории множеств, теории дифференциальных уравнений, теории динамических систем, функциональном анализе и в ряде других областей математики и её приложений. Автор новаторских работ по философии, истории, методологии и преподаванию математики, известны его работы в статистической физике (в частности, уравнение Джонсона — Мела — Аврами — Колмогорова).
Профессор Московского государственного университета (с 1931), доктор физико-математических наук, академик Академии наук СССР (1939) и Академии педагогических наук СССР (1965). Президент Московского математического общества (ММО) в 1964—1966 и 1974—1985 годах. Герой Социалистического Труда (1963). Лауреат Ленинской и Сталинской премии.
Иностранный член Национальной академии наук США (1967), Лондонского королевского общества (1964), Французской (Парижской) академии наук (1966), член Германской академии естествоиспытателей «Леопольдина» (1959), почётный член Американской академии искусств и наук (1959), иностранный член Венгерской академии наук (1965), Польской академии наук (1956), Нидерландской королевской академии наук (1963), АН ГДР (1977), Академии наук Финляндии (1985), почётный член Румынской академии. Член Лондонского математического общества (1962), Индийского математического общества (1962), иностранный член Американского философского общества (1961). Почётный доктор Парижского университета (1955), Стокгольмского университета (1960), Индийского статистического института в Калькутте (1962).
Основатель большой научной школы, среди его учеников: В. И. Арнольд, И. М. Гельфанд, Б. П. Демидович, В. М. Алексеев, Г. И. Баренблатт, А. А. Боровков, А. Г. Витушкин, Б. В. Гнеденко, Р. Л. Добрушин, Е. Б. Дынкин, А. И. Мальцев, М. Д. Миллионщиков, В. С. Михалевич, А. С. Монин, С. М. Никольский, А. М. Обухов, Ю. В. Прохоров, Я. Г. Синай, В. М. Тихомиров, Ю. Н. Тюрин, А. Н. Ширяев, В. А. Успенский, C. В. Фомин, А. М. Яглом и многие другие.

## Биография

### Ранние годы
Андрей Николаевич Колмогоров родился 12 (25) апреля 1903 года в Тамбове, где его мать задержалась по пути из Крыма домой в Ярославль. Мать Колмогорова — Мария Яковлевна Колмогорова (1871—1903), дочь предводителя угличского дворянства, попечителя народных училищ Ярославской губернии Якова Степановича Колмогорова — умерла при родах.
Отец — Николай Матвеевич Катаев, по образованию агроном (окончил Московский сельскохозяйственный институт), принадлежал к партии правых эсеров, был выслан из Петербурга за участие в народническом движении в Ярославскую губернию, где и познакомился с Марией Яковлевной; погиб в 1919 году во время деникинского наступления. Дед по отцовской линии был сельским священником в Вятской губернии.
Брат отца Колмогорова Иван Матвеевич Катаев (1875—1946) — историк, профессор, выпускник Московского университета, автор работ по археографии, отечественной истории и истории Москвы. Сын Ивана Матвеевича писатель Иван Катаев — двоюродный брат Андрея Колмогорова.
Андрей Николаевич Колмогоров воспитывался в Ярославле (современный адрес — ул. Советская, дом 3, мемориальная доска) сёстрами матери; одна из них, Вера Яковлевна Колмогорова, официально усыновила Андрея. Тётушки Андрея в своём доме организовали школу для детей разного возраста, которые жили поблизости, занимались с ними. Для ребят издавался рукописный журнал «Весенние ласточки», в котором публиковались творческие работы учеников — рисунки, стихи, рассказы. В нём же появлялись и «научные работы» Андрея — придуманные им арифметические задачи. Здесь же мальчик опубликовал в пять лет свою первую работу по математике, в которой он заметил, что сумма первых нечётных чисел является полным квадратом их количества (например, 1+3+5=3²). Вместе с Андреем в доме его деда провёл свои детские годы Пётр Саввич Кузнецов, впоследствии известный советский лингвист. Колмогоров со своей тётей переехали в 1910 году в Москву для определения в гимназию.
В семь лет Колмогорова определили в частную гимназию Репман, одну из немногих, где мальчики и девочки учились вместе. Андрей уже в те годы обнаруживает замечательные математические способности. По словам писателя Владимира Губайловского, учителя не успевали его учить, Андрей выучился математике сам по «Энциклопедическому словарю Брокгауза и Ефрона». Было ещё увлечение биологией, физикой историей, социологией.
В 1918—1920 годах жизнь в Москве была нелёгкой. В школах серьёзно занимались только самые настойчивые. В это время мне пришлось уехать на строительство железной дороги Казань—Екатеринбург. Одновременно с работой я продолжал заниматься самостоятельно, готовясь сдать экстерном за среднюю школу. По возвращении в Москву я испытал некоторое разочарование: удостоверение об окончании школы мне выдали, даже не потрудившись проэкзаменовать.А. Н. Колмогоров

### Университет
В первые студенческие годы, кроме математики, Колмогоров увлекался историей России и принимал активное участие в работе семинара по истории профессора С. В. Бахрушина. В возрасте 17—18 лет он выполнил серьёзное научное исследование о земельных отношениях в Новгородской земле, опираясь на материалы писцовых книг XV—XVI веков. Результаты исследования были доложены на семинаре Бахрушина, но долгое время оставались неопубликованными. Рукопись Колмогорова, однако, сохранилась и была издана в 1994 году.
Андрей Николаевич сам неоднократно рассказывал своим ученикам о конце своей „карьеры историка“. Когда работа была доложена им на семинаре, руководитель семинара профессор С. В. Бахрушин, одобрив результаты, заметил, однако, что выводы молодого человека не могут претендовать на окончательность, так как „в исторической науке каждый вывод должен быть обоснован несколькими доказательствами“. Впоследствии, рассказывая об этом, добавлял: „И я решил уйти в науку, в которой для окончательного вывода достаточно было одного доказательства“. История навсегда потеряла гениального исследователя, а математика приобрела его.Академик В. Л. Янин
В 1920 году Колмогоров поступил на математическое отделение Московского университета и одновременно на математическое отделение Химико-технологического института им. Д. И. Менделеева.
Задумав заниматься серьёзной наукой, я, конечно, стремился учиться у лучших математиков. Мне посчастливилось заниматься у П. С. Урысона, П. С. Александрова, В. В. Степанова и Н. Н. Лузина, которого, по-видимому, следует считать по преимуществу моим учителем в математике. Но они „находили“ меня лишь в том смысле, что оценивали приносимые мною работы. „Цель жизни“ подросток или юноша должен, мне кажется, найти себе сам. Старшие могут этому лишь помочь.А. Н. Колмогоров
Годы учёбы Колмогорова в университете стали временем небывалого творческого подъёма. В повседневной жизни был явный недостаток комфорта и материального благополучия, но стремление к науке было столь велико, что на бытовые трудности не обращали внимания. Вот, что Колмогоров писал о своей студенческой юности: «Сдав в первый же месяц экзамены за первый курс, я, как студент второго курса получил право на 16 килограммов хлеба и 1 килограмм масла в месяц, что, по представлениям того времени, обозначало уже полное материальное благополучие. Одежда у меня была, а туфли на деревянной подошве я изготовил себе сам». Стипендии не хватало. Студент Колмогоров в течение трёх лет преподавал математику и физику в школе. Был не только учителем, но и воспитателем в интернате, секретарём школьного совета, вёл биологический кружок. При всей этой нагрузке — писал по-настоящему фундаментальные научные работы.

### Начало научной деятельности
В 1921 году Колмогоров делает первый научный доклад математическому кружку, в котором опровергает одно импровизационное утверждение Н. Н. Лузина, которое тот применил на лекции при доказательстве теоремы Коши.
Тогда же Колмогоров сделал своё первое открытие в области тригонометрических рядов, а в начале 1922 года — по дескриптивной теории множеств, Лузин предложил Колмогорову стать его учеником — так Колмогоров вступил в ряды Лузитании.
В июне 1922 года А. Н. Колмогоров построил пример ряда Фурье, расходящегося почти всюду, а вслед за ним — пример такого ряда, расходящегося в каждой точке. Эти работы, ставшие полной неожиданностью для специалистов, принесли девятнадцатилетнему студенту мировую известность.
Обсуждавшиеся в середине двадцатых годов повсюду, в том числе в Москве, вопросы оснований математического анализа и тесно с ними связанные исследования по математической логике привлекли внимание Колмогорова почти в самом начале его творчества. Он принял участие в дискуссиях между двумя основными противостоявшими тогда методологическими школами — формально-аксиоматической (Д. Гильберт) и интуиционистской (Л. Э. Я. Брауэр и Г. Вейль). При этом он получил совершенно неожиданный первоклассный результат, доказав, что все выводимые по правилам классической формальной логики формулы арифметики при определённой интерпретации превращаются в выводимые формулы интуиционистской логики — его знаменитая работа «О принципе tertium non datur» датирована 1925 годом. Глубокий интерес к философии математики Колмогоров сохранил навсегда.
В 1920-е годы А. Н. Колмогоров одним из первых в СССР обратился к проблемам математической лингвистики. Он предложил определять падеж, исходя из семантики языковых конструкций, и дал формальное определение падежа как класса конгруэнтности (позднее определение падежа по Колмогорову стало исходным пунктом для исследований И. И. Ревзина и В. А. Успенского, предложивших свои трактовки категории падежа).
В 1924 году Колмогоров впервые занялся теорией вероятностей. Важнейшее значение как для данной области математики, так и для её приложений к естествознанию имеет закон больших чисел. Вопросами его обоснования на протяжении десятилетий занимались крупнейшие математики, но именно Колмогорову удалось в 1928 году выявить и доказать необходимые и достаточные условия справедливости закона больших чисел.
Многие годы тесного и плодотворного сотрудничества связывали его с А. Я. Хинчиным, который в 1920-е годы также начал разработку вопросов теории вероятностей. Она и стала областью совместной деятельности этих учёных, которые в 1925 году успешно применили к ней методы теории функций действительного переменного. Колмогоров и Хинчин сумели найти необходимые и достаточные условия сходимости рядов, члены которых являются взаимно независимыми случайными величинами; в 1929 году Колмогоров, обобщив более ранние результаты Хинчина, доказал для сумм независимых случайных величин закон повторного логарифма при весьма широких условиях, наложенных на слагаемые.
Наука «о случае» ещё со времён П. Л. Чебышёва была как бы русской национальной наукой. Её успехи приумножили многие советские математики, но современный вид теория вероятностей получила благодаря аксиоматизации, предложенной Колмогоровым в 1929 году и окончательно — в 1933 году. Своей работой «Основные понятия теории вероятностей», первое издание которой опубликовано в 1933 году на немецком языке (Grundbegriffe der Wahrscheinlichkeitsrechnung), А. Н. Колмогоров заложил фундамент современной теории вероятностей, основанной на теории меры. В частности, в монографии 1933 года он впервые сформулировал и доказал основные теоремы о бесконечномерных распределениях, которые позднее составили надёжный фундамент для логически безупречного построения теории случайных функций и последовательностей случайных величин.
В 1930 году Колмогоров на стипендию международного фонда по поддержке науки совершает командировку в Германию и Францию. В Гёттингене — математической Мекке начала века — он встречается со многими выдающимися коллегами и, прежде всего, с Д. Гильбертом и Р. Курантом.
В 1933 году Колмогоров обосновал один из важнейших непараметрических критериев математической статистики — критерий согласия Колмогорова, используемый для проверки гипотезы о принадлежности выборки некоторому закону распределения. В 1930-е годы Колмогоров заложил также основы теории марковских случайных процессов с непрерывным временем. Обратившись к вопросам топологии, он в 1935 году одновременно с Дж. У. Александером ввёл верхний граничный оператор и понятие когомологии — одно из ключевых понятий современной топологии.
Колмогоров до конца своих дней считал теорию вероятностей главной своей специальностью, хотя областей математики, в которых он работал, можно насчитать два десятка. Но тогда только начиналась дорога Колмогорова и его друзей в науке. Они много работали, но не теряли чувства юмора. В шутку называли уравнения с частными производными «уравнениями с несчастными производными», такой специальный термин, как конечные разности, переиначивался в «разные конечности», а теория вероятностей — в «теорию неприятностей».
Норберт Винер, «отец» кибернетики, свидетельствовал: «…Хинчин и Колмогоров, два наиболее видных русских специалиста по теории вероятностей, долгое время работали в той же области, что и я. Более двадцати лет мы наступали друг другу на пятки: то они доказывали теорему, которую я вот-вот готовился доказать, то мне удавалось прийти к финишу чуть-чуть раньше их».
И ещё одно признание Винера, которое он однажды сделал журналистам: «Вот уже в течение тридцати лет, когда я читаю труды академика Колмогорова, я чувствую, что это и мои мысли. Это всякий раз то, что я и сам хотел сказать».

### Профессура

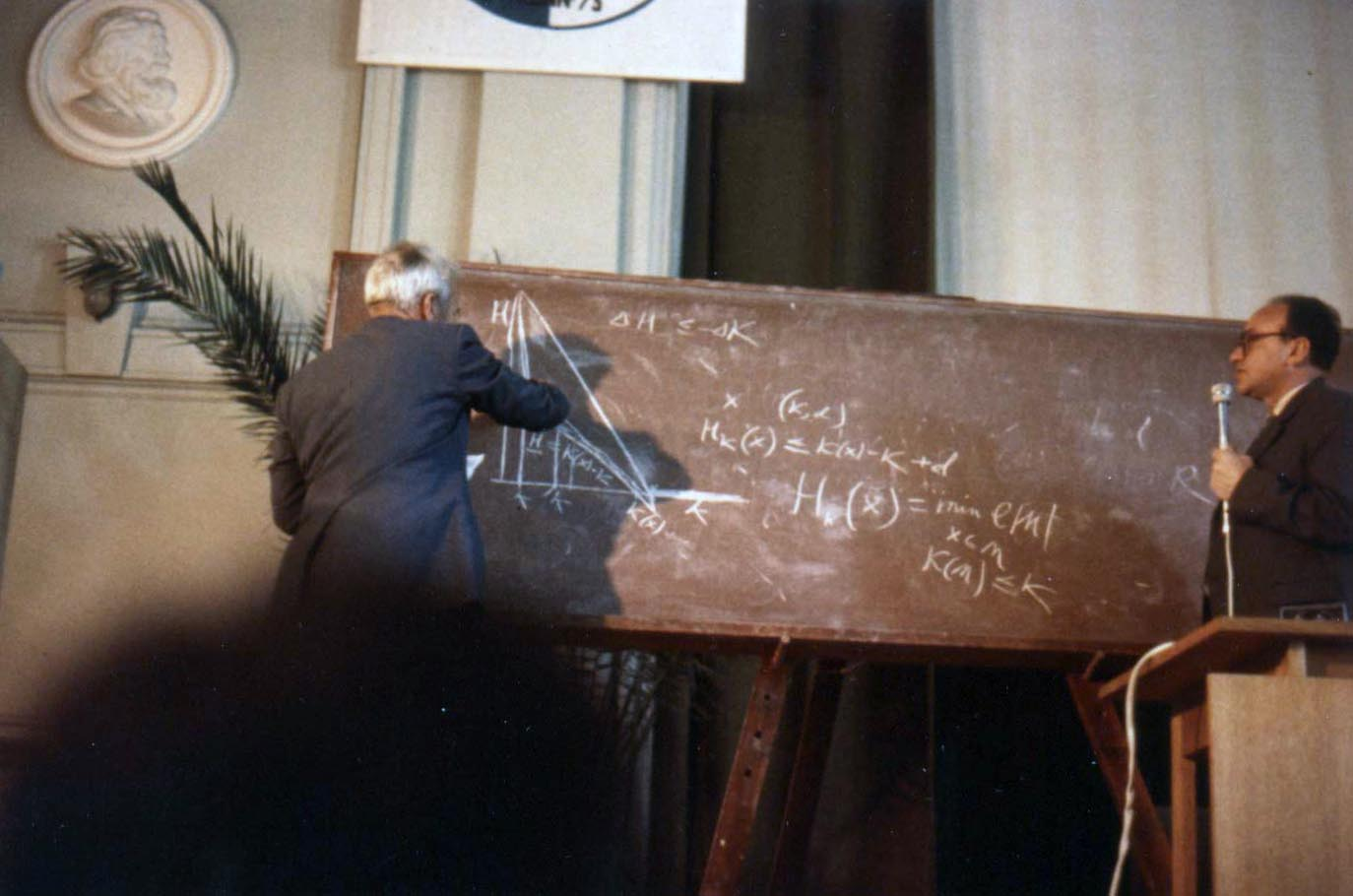
Колмогоров (слева) за решением задачи в Таллине, 1973

В 1931 году Колмогоров стал профессором МГУ, с 1 декабря 1933 по середину 1939 года (и ещё короткий период в начале 50-х годов) был директором Института математики МГУ (в некоторых изданиях с 1935 года). Степень доктора физико-математических наук Колмогорову была присвоена в 1935 году без защиты диссертации (учёные степени были восстановлены в СССР в 1934 году, степени докторов наук были присвоены ряду крупных математиков; так, вместе с Колмогоровым степень доктора физико-математических наук без защиты диссертации была присвоена А. А. Маркову (мл.) и в том же году — Л. В. Канторовичу).

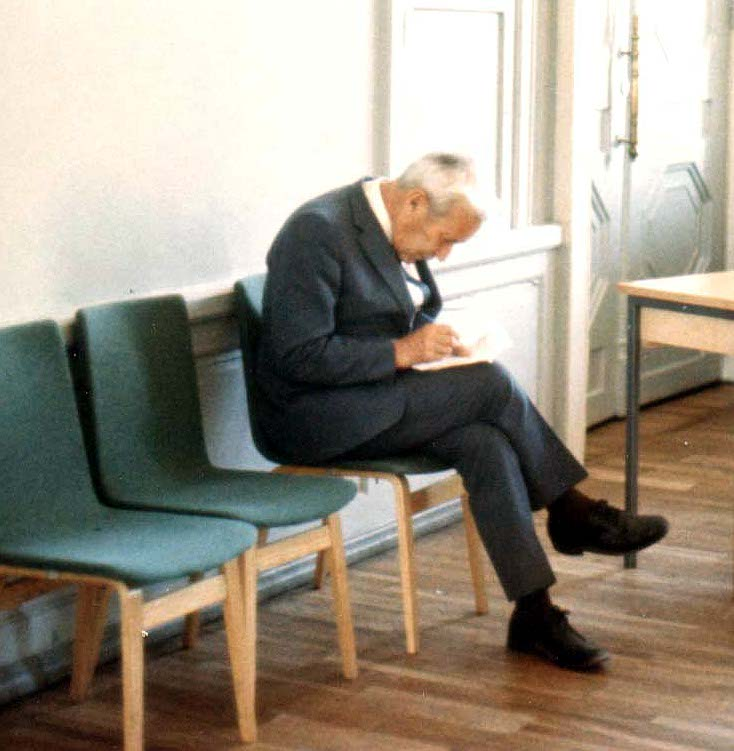
Колмогоров за составлением речи в Таллине, 1973

В 1935 году Колмогоров основал кафедру теории вероятностей мехмата МГУ и до 1965 года был её заведующим. В 1954—1958 годах он одновременно работал деканом механико-математического факультета.
29 января 1939 года 35-летнего Колмогорова избирают сразу (минуя звание члена-корреспондента) действительным членом Академии наук СССР по Отделению математических и естественных наук (математика). Он становится членом Президиума Академии и, по предложению О. Ю. Шмидта, академиком-секретарём (по 1942 год) Отделения физико-математических наук АН СССР.
С 1936 года Колмогоров много сил отдаёт работе по созданию Большой и Малой Советских Энциклопедий. Он возглавляет математический отдел Большой Советской Энциклопедии и сам пишет много статей для обеих энциклопедий, а также редактирует статьи других авторов.
Незадолго до начала Великой Отечественной войны Колмогорову и Хинчину за работы по теории случайных процессов была присуждена Сталинская премия (1941).
А 23 июня 1941 года состоялось расширенное заседание Президиума Академии наук СССР. Принятое на нём решение стало началом перестройки деятельности научных учреждений. Теперь главное — военная тематика: все силы, все знания — победе. Советские математики по заданию Главного артиллерийского управления армии ведут сложные работы в области баллистики и механики. Колмогоров, используя свои исследования по теории вероятностей, даёт определение наивыгоднейшего рассеивания снарядов при стрельбе. После окончания войны Колмогоров возвращается к мирным исследованиям.
Ещё в конце 1930-х годов Колмогорова заинтересовали проблемы турбулентности. В работах 1941—1942 и 1962 года он разработал теорию так называемой «локально-изотропной турбулентности», которая позволила выяснить местную структуру развития турбулентного потока. При этом он ввёл важное понятие масштаба турбулентности, использование которого даёт, в частности, возможность оценивать влияние взвешенных частиц и полимерных растворов на развитие турбулентности. В 1946 году Колмогоров организует лабораторию атмосферной турбулентности в Геофизическом институте АН СССР.
Одновременно с работами по данной проблеме Колмогоров продолжает успешную деятельность во многих областях математики — исследования, посвящённые случайным процессам, алгебраической топологии и т. д.
В конце 1940-х годов Колмогоров был первым лектором курса теории функций и функционального анализа («Анализ III») на механико-математическом факультете Московского государственного университета. Вместе с С. В. Фоминым он написал учебник «Элементы теории функций и функционального анализа», выдержавший семь изданий (7-е изд. — М.: Физматлит, 2012), переведённый на иностранные языки: английский, французский, немецкий, испанский, японский, чешский, дари.
На 1950-е годы и начало 1960-х годов приходится очередной взлёт математического творчества Колмогорова. Здесь необходимо отметить его выдающиеся, основополагающие работы по следующим направлениям:
- по небесной механике, где он сдвинул с «мёртвой точки» задачи, остававшиеся нерешёнными со времён Ньютона и Лапласа;
- по 13-й проблеме Гильберта о возможности представления произвольной непрерывной функции нескольких действительных переменных в виде суперпозиции непрерывных гладких функций двух переменных (совместно с В. Арнольдом);
- по динамическим системам, где введённый им новый инвариант «эпсилон-энтропия» привёл к перевороту в теории этих систем;
- по теории вероятностей конструктивных объектов, где предложенные им идеи измерения сложности объекта нашли многообразные применения в теории информации, теории вероятностей и теории алгоритмов.

Прочитанный Колмогоровым на Международном математическом конгрессе в 1954 году в Амстердаме доклад «Общая теория динамических систем и классическая механика» стал событием мирового уровня.
В математической логике Колмогоров в 1953 году предложил новое определение понятия алгоритма, при котором и проблема, и её решение представляются в виде одномерного топологического комплекса, а каждый шаг алгоритмического процесса предстаёт как переработка одного комплекса в другой по некоторым определённым правилам переработки. Данное определение весьма обще, и в его терминах можно представить алгоритмы в смысле других известных определений, причём многие общие свойства алгоритмических функций достаточно просто доказывать, если исходить из определения алгоритма по Колмогорову. В то же время В. А. Успенским было доказано, что определение Колмогорова эквивалентно определению вычислимой функции как частично рекурсивной.
В теории динамических систем Колмогоров, используя восходящую к С. Ньюкому процедуру последовательных замен переменных, разработал обладающие квадратичной сходимостью методы интегрирования возмущённых гамильтоновых систем и опубликовал в 1954 году теорему об инвариантных торах, обобщённую в дальнейшем В. И. Арнольдом и Ю. Мозером, что привело к созданию теории Колмогорова — Арнольда — Мозера (КАМ-теории) — одной из первых теорий хаоса.
Колмогоров и Я. Г. Синай внесли новый инвариант в эргодическую теорию (энтропия Колмогорова — Синая).
В 1956 году Колмогоров получил неожиданный и весьма важный результат в теории функций действительного переменного: он доказал, что при {\displaystyle n>3} любую непрерывную функцию {\displaystyle n} переменных можно представить суперпозицией непрерывных функций меньшего числа переменных. Несколько позднее В. И. Арнольд получил аналогичный результат и в случае {\displaystyle n=3}.
В дискуссии на тему: «Может ли машина мыслить?» Колмогоров занял достаточно радикальную позицию, заявив в 1964 году в одной из своих статей, что «принципиальная возможность создания полноценных живых существ, построенных полностью на дискретных (цифровых) механизмах переработки информации и управления, не противоречит принципам материалистической диалектики».
В 1966—1976 годах Колмогоров был заведующим созданной в МГУ Межфакультетской лабораторией вероятностных и статистических методов.

### Реформа школьного математического образования

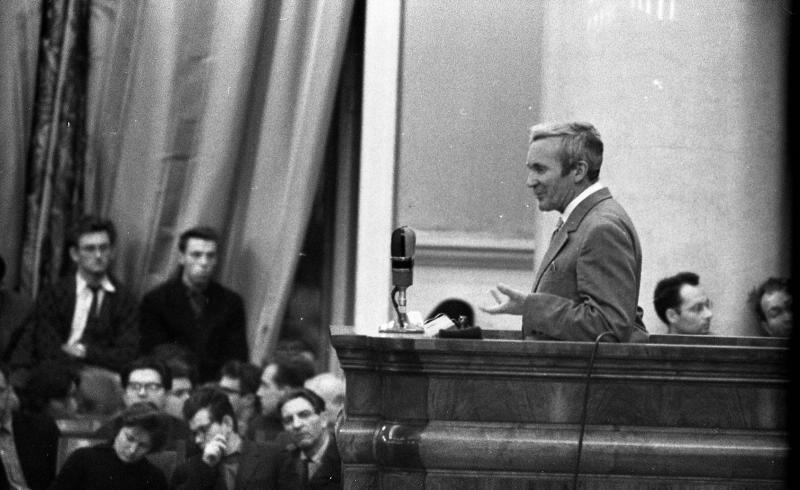
Колмогоров в аудитории

К середине 1960-х годов руководство Министерства просвещения СССР пришло к заключению, что система преподавания математики в советской средней школе находится в глубоком кризисе и нуждается в реформах. Было признано, что в средней школе преподаётся лишь устарелая математика, а новейшие её достижения не освещаются. Модернизация системы математического образования осуществлялась Министерством просвещения СССР при участии Академии педагогических наук и Академии наук СССР. Руководство Отделения математики АН СССР рекомендовало для работы по модернизации академика А. Н. Колмогорова, который играл в этих реформах руководящую роль. Под руководством Колмогорова разработаны программы, созданы новые неоднократно издававшиеся впоследствии учебники по математике для средней школы: учебник геометрии, учебник алгебры и основ анализа. Результаты этой деятельности академика были оценены неоднозначно и продолжают вызывать много споров. Об учебниках геометрии математик Александр Александров писал:
Вряд ли есть что-либо более вредное для духовного — умственного и морального — развития, чем приучать человека произносить слова, смысл которых он толком не понимает и при необходимости руководствуется другими понятиями.
Также декан мехмата МГУ зачитывал определение направления из Колмогоровского учебника по геометрии с трибуны Верховного Совета СССР, а определение вектора через преобразование пространства стало «печально известным» в силу отсутствия у школьников представления о преобразовании пространства.
В 1966 году Колмогоров был избран действительным членом Академии педагогических наук СССР. В 1963 году Колмогоров стал одним из инициаторов создания школы-интерната при МГУ и сам начал там преподавать. В 1970 году вместе с академиком И. К. Кикоиным А. Н. Колмогоров создал журнал «Квант».
… работа в «Кванте» не была для А. Н. Колмогорова случайным увлечением. Создание журнала для юношества являлось составной частью обширной программы совершенствования математического образования, которую Андрей Николаевич реализовывал в течение всей своей творческой жизни. В эту программу входило также и реформирование математического образования, и создание специализированных физико-математических школ для детей, увлечённых математикой и физикой, и проведение математических олимпиад, и издание специальной литературы, и многое, многое другое.
Одним из сокровенных желаний Андрея Николаевича было привлечение к научному творчеству детей, живущих вдалеке от ведущих научных центров. Для этого им был основан 18-й физико-математический интернат (ныне школа им. А. Н. Колмогорова), эту же цель, по мысли Андрея Николаевича, должен был преследовать и журнал «Квант». Он должен был дать возможность школьнику, где бы он ни жил, познакомиться с увлекательными физико-математическими материалами, побудить его к занятиям наукой.А. Б. Сосинский

### Вклад в другие науки
По свидетельству В. А. Успенского, Колмогоров принадлежал к типу исследователей-энциклопедистов, способных внести свежую струю в любую отрасль человеческих знаний.
Заметный вклад был сделан Колмогоровым в стиховедение: с его именем связано возрождение в 1960-х годах на новой основе применения математических методов в изучении стиха. Он написал более десяти работ в этой области, в том числе о ритмике поэзии Маяковского, о дольнике современной русской поэзии, изучении метра и его ритмических вариантов. Колмогоров был официальным оппонентом при защите докторской диссертации филолога Михаила Гаспарова.
Энциклопедическая статья начинается с названия статьи, за которым идёт тире, затем дефиниция и затем точка; дефиницией как раз и называется текст, идущий сразу вслед за тире и до ближайшей точки. В минимальном случае статья может этим и исчерпываться. Если же автору статьи дают ещё место, то следует написать несколько фраз, доступных человеку с начальным образованием. Если доступный объём исчерпан, этим и следует ограничиться. Если же объём позволяет, надо написать абзац, требующий уже семикласного образования, затем десятиклассного. Если статья достаточно большая, можно перейти к сюжетам, предполагающим образование высшее, а в конце ― даже требующим специальных знаний. Наконец, при очень большом объёме и в самом конце автор в качестве премии самому себе может поместить текст, который понимает он один.Из лекций А. Н. Колмогорова

### Общественная деятельность
В ходе развернувшейся в 1936 году государственной кампании против Н. Н. Лузина (1936 год) был в числе её наиболее активных участников-математиков (также как и П. С. Александров, А. Я. Хинчин, С. Л. Соболев), считавших административную деятельность Лузина негативной и обвинявших его в личной непорядочности.
В марте 1966 года подписал письмо 13-ти деятелей советской науки, литературы и искусства в Президиум ЦК КПСС против реабилитации И. В. Сталина.
Председатель секции математики Центральной комиссии по определению содержания среднего образования АН СССР и АПН СССР (1964—1968).
Председатель Попечительского совета ФМШ № 18 при МГУ (1963—1987).
Первый заместитель главного редактора журнала «Квант» (1970—1987).
Член редколлегии журнала «Математика в школе» (1965—1987).
Председатель методической комиссии по математике Центрального оргкомитета Всесоюзной физико-математической и химической олимпиады (1968—1980).
Председатель комиссии по математике Учётного методического совета при Министерстве просвещения СССР (1970—1979).

## Личная жизнь
В сентябре 1942 года Колмогоров женился на своей однокласснице по гимназии Анне Дмитриевне Егоровой, дочери известного историка, профессора, члена-корреспондента Академии наук Дмитрия Николаевича Егорова. Их брак продолжался 45 лет. Собственных детей у Колмогоровых не было, в семье воспитывался сын А. Д. Егоровой — О. С. Ивашёв-Мусатов.
Историки математики Лорен Грэхэм и Жан-Мишель Кантор, а также российская писательница и активистка ЛГБТ-движения Маша Гессен выразили мнение, что Колмогоров состоял в гомосексуальных отношениях с академиком Павлом Сергеевичем Александровым.

### Последние годы

Могила Колмогорова на Новодевичьем кладбище Москвы.

В 1976 году Колмогоров основал кафедру математической статистики мехмата МГУ и до 1980 года был её заведующим. В 1980 году он стал заведующим кафедрой математической логики и оставался в этой должности до своей кончины в 1987 году. Колмогоров также преподавал в физико-математической школе-интернате № 18 при МГУ (ныне — СУНЦ МГУ имени А. Н. Колмогорова), председателем Попечительского совета которой он был с 1963 года.
Я принадлежу к тем крайне отчаянным кибернетикам, которые не видят никаких принципиальных ограничений в кибернетическом подходе к проблеме жизни и полагают, что можно анализировать жизнь во всей её полноте, в том числе и человеческое сознание, методами кибернетики. Продвижение в понимании механизма высшей нервной деятельности, включая и высшие проявления человеческого творчества, по-моему, ничего не убавляет в ценности и красоте творческих достижений человека.А. Н. Колмогоров
5 апреля 1979 года Колмогоров получил травму головы, когда заходил в свой подъезд, что, очевидно, повлияло на его здоровье. По официальной версии, дверь, обладающая мощной пружиной, ударила Колмогорова сзади, а бронзовая ручка ударила в голову. В течение последних лет жизни Колмогоров страдал болезнью Паркинсона. Скончался 20 октября 1987 года в Москве. Похоронен на Новодевичьем кладбище.

## Награды и премии
- 1940 — Орден Трудового Красного Знамени
- 1941 — Сталинская премия — за научные работы по теории вероятностей[34]
- 1944 — Орден Ленина (5 ноября 1944) — за выдающиеся заслуги в деле подготовки специалистов для народного хозяйства и культурного строительства
- 1945 — Орден Ленина (10 июня 1945)
- 1946 — Медаль «За доблестный труд в Великой Отечественной войне 1941—1945 гг.»[34]
- 1951 — Премия имени П. Л. Чебышёва АН СССР
- 1953 — Орден Ленина (19 сентября 1953)
- 1961 — Орден Ленина (15 июня 1961)
- 1962 — Премия Бальцана[27]
- 1963 — Орден Ленина (24 апреля 1963) — за выдающиеся заслуги в области математики и в связи с 60-летием со дня рождения[34][70]
- 1963 — Герой Социалистического Труда (24 апреля 1963) — за выдающиеся заслуги в области математики и в связи с 60-летием со дня рождения[34][70]
- 1965 — Ленинская премия — за цикл работ по проблеме устойчивости гамильтоновых систем[34]
- 1973 — Орден Ленина (25 апреля 1973)
- 1975 — Орден Ленина (17 сентября 1975)
- 1975 — Золотая медаль имени Гельмгольца АН ГДР
- 1980 — Премия Вольфа[37] — за глубокие и оригинальные открытия в области анализа Фурье, теории вероятностей, эргодической теории и динамических системах
- 1983 — Орден Октябрьской Революции (22 апреля 1983)
- 1986 — Премия имени Н. И. Лобачевского — за цикл работ «Основы теории когомологий»[37][71]
- Медаль «В ознаменование 100-летия со дня рождения Владимира Ильича Ленина»
- Золотая медаль Американского метеорологического общества
- Другие награды

Колмогоров был почётным членом многих иностранных академий и научных обществ.

## Названы в его честь
- Премия имени А. Н. Колмогорова, учреждена Российской академией наук.
- Школа-интернат имени А. Н. Колмогорова (СУНЦ МГУ)
- Медаль Колмогорова, учреждена Лондонским университетом.
- Астероид (48410) Kolmogorov, открытый 23 августа 1985 года Н. С. Черных в Научном, название присвоено 22 февраля 2016 года[72].
- Улица Колмогорова (Москва)
- Улица Академика Колмогорова — улица в Ярославле
- Улица Колмогорова (Екатеринбург)
- Пассажирский самолёт A320 российской компании «Аэрофлот — Российские авиалинии»[73]
- Памятник ученому установлен в ноябре 2018 года на Комсомольской площади Тамбова напротив учебного корпуса Тамбовского государственного университета.

Математические понятия:
- Аксиоматика Колмогорова
- Двойственность Колмогорова
- Критерий согласия Колмогорова
- Неравенство Колмогорова
- Полином Колмогорова-Габора
- Распределение Колмогорова
- Колмогоровская сложность
- Среднее Колмогорова
- Теорема Колмогорова
- Теорема Колмогорова о двух рядах
- Теорема Колмогорова о трёх рядах
- Теорема Колмогорова — Хинчина о сходимости
- Теорема Хинчина — Колмогорова
- Теорема Рао — Блэквелла — Колмогорова
- Теорема Колмогорова — Арнольда
- Теория Колмогорова — Арнольда — Мозера
- Уравнение Колмогорова — Чепмена
- Уравнение Джонсона — Мела — Аврами — Колмогорова

## Ученики А. Н. Колмогорова
Многие из учеников Колмогорова, обретая самостоятельность и начиная играть ведущую роль в избранном направлении исследований, создавали собственные научные школы в различных направлениях математики. Академик с гордостью подчёркивал, что наиболее дороги ему ученики, превзошедшие учителя в научных поисках.
Мне повезло на талантливых учеников. Многие из них, начав работу вместе со мной в какой-нибудь области, потом переходили на новую тематику и уже совершенно независимо от меня получали замечательные результаты. Скажу в виде шутки, что в настоящее время один из моих учеников управляет земной атмосферой (А. М. Обухов), а другой — океанами (А. С. Монин).А. Н. Колмогоров
Можно только примерно составить список многочисленных учеников А. Н. Колмогорова. Среди указанных ниже математиков основная часть — это те, которые сами признавали себя учениками Колмогорова или испытывали его влияние, у большинства он был непосредственным руководителем кандидатской диссертации, или у некоторых руководителем дипломных работ.
Некоторые из них своими учителями должны считать и считают не только Колмогорова (Б. В. Гнеденко, например, считает себя учеником А. Н. Колмогорова и А. Я. Хинчина, В. А. Статулявичус — А. Н. Колмогорова и Ю. В. Линника, Г. Е. Шилов — А. Н. Колмогорова и И. М. Гельфанда).

### Члены Академии наук СССР/РАН
| - Арнольд, Владимир Игоревич - Бахвалов, Николай Сергеевич - Большев, Логин Николаевич - Боровков, Александр Алексеевич - Витушкин, Анатолий Георгиевич - Гельфанд, Израиль Моисеевич - Мальцев, Анатолий Иванович - Миллионщиков, Михаил Дмитриевич - Михалевич, Владимир Сергеевич - Монин, Андрей Сергеевич - Никольский, Сергей Михайлович | - Обухов, Александр Михайлович - Прохоров, Юрий Васильевич - Севастьянов, Борис Александрович - Синай, Яков Григорьевич - Ширяев, Альберт Николаевич - Шкурба, Виктор Васильевич - Гнеденко, Борис Владимирович (академик АН УССР) - Статулявичус, Витаутас Антанович (академик АН Литвы) - Сираждинов, Сагды Хасанович (академик АН УзССР) - Абрамов, Александр Михайлович (член-корреспондент РАО) |

### Доктора и кандидаты физико-математических наук
- Айвазян, Сергей Артемьевич
- Алексеев, Владимир Михайлович
- Артемов, Сергей Николаевич
- Асарин, Евгений Александрович
- Бавли, Григорий Минкелевич
- Баренблатт, Григорий Исаакович
- Баркалая, Акакий Константинович
- Бассалыго, Леонид Александрович
- Белага, Эдуард Григорьевич
- Беляев, Юрий Константинович
- Божич, Евгений Сергеевич
- Булинский, Александр Вадимович
- Васильков, Дмитрий Алексеевич
- Вашакидзе, Дареджана Ражденовна
- Верченко, Иван Яковлевич
- Винокуров, Владимир Григорьевич
- Вовк, Владимир Григорьевич
- Гальперин, Григорий Александрович
- Гирсанов, Игорь Владимирович
- Дмитриев Николай Александрович
- Добрушин, Роланд Львович
- Дынкин, Евгений Борисович
- Ерохин, Владислав Дмитриевич
- Журбенко, Игорь Георгиевич
- Засухин, Виктор Николаевич
- Золотарёв, Владимир Михайлович
- Ивашёв-Мусатов, Олег Сергеевич
- Козлов, Василий Васильевич
- Козлов, Михаил Васильевич
- Козуляев Петр Алексеевич
- Кузичев, Александр Сергеевич
- Левин, Леонид Анатольевич
- Мартынов, Анатолий Васильевич
- Матвеев, Ростислав Федорович
- Медведев, Юрий Тихонович
- Мешалкин, Лев Дмитриевич
- Минлос, Роберт Адольфович
- Офман, Юрий Петрович
- Очан, Юрий Семёнович
- Петров, Алексей Аркадьевич
- Пинскер, Марк Семёнович
- Прохоров, Александр Владимирович
- Розанов, Юрий Анатольевич
- Рыкова, Любовь Викторовна
- Скороход, Анатолий Владимирович
- Тихомиров, Владимир Михайлович
- Тюрин, Юрий Николаевич
- Успенский, Владимир Андреевич
- Фаге, Михаил Константинович
- Феденко, Анатолий Семёнович
- Фомин, Сергей Васильевич
- Хазен, Элида Моисеевна
- Шилов, Георгий Евгеньевич
- Шмидов, Федор Исаакович
- Юшкевич, Александр Адольфович
- Яглом, Акива Моисеевич

### Ученики-иностранцы
| - Мартин-Лёф, Пер | - Тальхайм, Бернхард |

### «Косвенные» ученики
| - Адельсон-Вельский, Георгий Максимович - Гончар, Андрей Александрович - Ибрагимов, Ильдар Абдуллович - Карацуба, Анатолий Алексеевич | - Козлов, Валерий Васильевич - Пискунов, Николай Семёнович - Смирнов, Николай Васильевич - Ченцов, Николай Николаевич |

### Ближайшие сотрудники и помощники
| - Битюцков, Вадим Иванович, научный редактор - Малютов, Михаил Борисович, учёный секретарь - Гордеев, Дмитрий Иванович | - Светлова Наталья Дмитриевна - Леонов Виктор Петрович | - Химченко (Рычкова) Наталья Григорьевна - Щеглова (Колдунова) Мария Васильевна |

## Публикации

### Отдельные издания
- Колмогоров А. Н. Общая теория меры и исчисление вероятностей // Труды Коммунистической академии. Математика. Т. 1. — М., 1929. — С. 8—21.
- Kolmogorov A. N. Grundbegriffe der Wahrscheinlichkeitrechnung, in Ergebnisse der Mathematik. — Berlin, 1933.
- Kolmogorov A. N. Foundations of the theory of probability. 2nd edition. — Chelsea Pub. Co., 1956. — 84 p.
- Колмогоров А. Н. Основные понятия теории вероятностей. 2-е изд. — М.: Наука, 1974. — 120 с.
- Колмогоров А. Н., Фомин С. В. Элементы теории функций и функционального анализа. 4-е изд. — М.: Наука, 1976. — 544 с.
- Колмогоров А. Н., Драгалин А. Г. Введение в математическую логику. — М.: Изд-во Моск. ун-та, 1982. — 120 с.
- Колмогоров А. Н., Журбенко И. Г., Прохоров А. В. Введение в теорию вероятностей. — М.: Наука, 1982. — 160 с. — (Библиотечка «Квант»).
- Колмогоров А. Н., Драгалин А. Г. Математическая логика. Дополнительные главы. — М.: Изд-во Моск. ун-та, 1984. — 120 с.
- Колмогоров А. Н. Теория вероятностей и математическая статистика. — М.: Наука, 1986. — 534 с.
- Колмогоров А. Н. О профессии математика. — М.: Изд-во Моск. ун-та, 1988. — 32 с.
- Колмогоров А. Н. Математика — наука и профессия. — М.: Наука, 1988. — 288 с. — (Библиотечка «Квант»).
- Kolmogorov A. N., Fomin S. V. Elements of the Theory of Functions and Functional Analysis. — Dover Publications, 1999. — 288 p. — ISBN 978-0-486-40683-1.
- Kolmogorov A. N., Fomin S. V. Introductory Real Analysis / Translated by R. A. Silverman. — Prentice Hall, 2009. — 403 p. — ISBN 978-0-13-502278-8.

### Некоторые статьи
- Колмогоров А. Н. О принципе tertium non datur // Матем. сб. — 1925. — Т. 32, № 4. — С. 646—667.
- Колмогоров А. Н. Об операциях над множествами // Матем. сб. — 1928. — Т. 35, № 3—4. — С. 415—422.
- Kolmogorov A. N. Sulla determinazione empirico di una legge di distribuzione // Giornale dell’Istituto Italiano degli Attuari. — 1933. — Vol. 4. — P. 83—91.
- Колмогоров А. Н. Об аналитических методах в теории вероятностей // Успехи математических наук. — Российская академия наук, 1938. — № 5. — С. 5—41.
- Колмогоров А. Н. О понятии алгоритма // Успехи математических наук. — Российская академия наук, 1953. — Т. 5, № 4 (56). — С. 175—176.
- Колмогоров А. Н. О сохранении условнопериодических движений при малом изменении функции Гамильтона // Доклады АН СССР. — 1954. — Т. 98, № 4. — С. 527—530.
- Колмогоров А. Н. О представлении непрерывных функций нескольких переменных суперпозициями непрерывных функций меньшего числа переменных // Доклады АН СССР. — 1956. — Т. 108. — С. 179—182.
- Колмогоров А. Н. Автоматы и жизнь // Возможное и невозможное в кибернетике / Сост. В. Д. Пекелис; под ред. А. И. Берга и Э. Я. Кольмана. — М.: Наука, 1964. — 624 с. — С. 10—29.
- Колмогоров А. Н. О профессии математика // Квант. — 1973. — № 4. (выдержки из брошюры «О профессии математика»)

## Фильмы о Колмогорове
- «Спрашивайте, мальчики». Документальный фильм, 1970 (автор сценария — Лев Гуревич, режиссёр — Г. В. Визитей).
- «Рассказы о Колмогорове». Документальный фильм, 1984 (автор сценария и режиссёр — А. Н. Марутян).
- «Андрей Холмогоров». Телефильм студии «Цивилизация», 1-й канал, 2003 (автор — А. Балахина, ведущий — Л. Николаев).